# Saint-Martin-les-Eaux
Saint-Martin-les-Eaux è un comune francese di 99 abitanti situato nel dipartimento delle Alpi dell'Alta Provenza della regione della Provenza-Alpi-Costa Azzurra.

## Società

### Evoluzione demografica
Abitanti censiti